# Terrasse (Geologie)

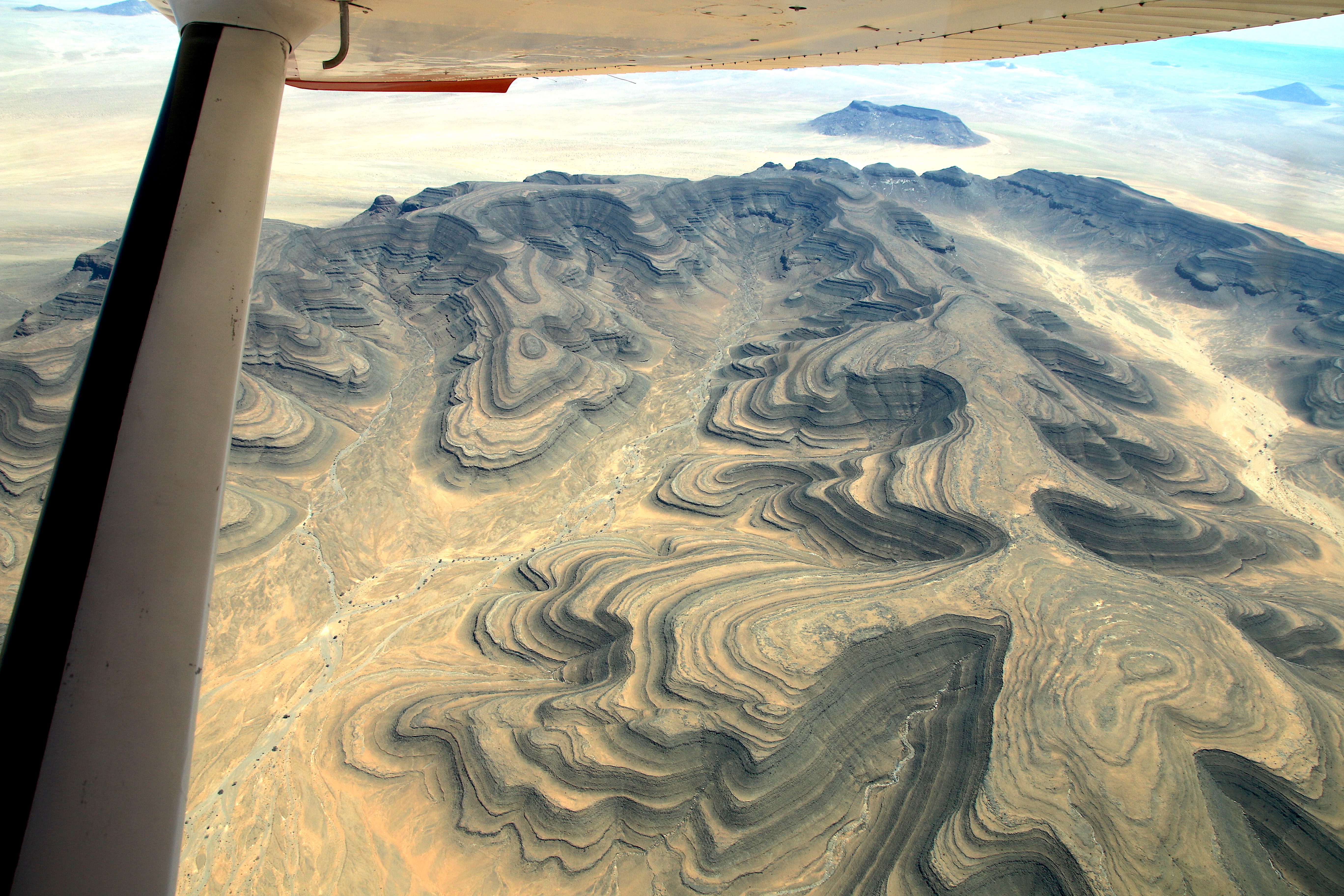
Terrassen bei den Tsausbergen, Namibia

Eine Terrasse (aus französisch terrasse) ist ein flacher bis schwach abfallender Geländeteil, der sich randlich durch eine Böschung oder einen steileren Hang von benachbarten Geländeteilen abgrenzt.
In der Geologie und Geomorphologie wird die Bezeichnung für ebene Fels- oder Schotterstufen an Talhängen benutzt. Terrassen lassen auf die Lage des ursprünglichen Flussbettes (siehe Flussterrasse), des Seeufers (Uferterrasse) oder des Strandes (Strandterrasse, Brandungsplattform) schließen. Die Verebnungsfläche bildet zusammen mit der Böschung die Begrenzung des Terrassenkörpers. Schmale Terrassen werden häufig auch als Bänke bezeichnet. Bei fortschreitender Erosion können Terrassen als isolierte Reste mit allseitig ausgebildeten Abbruchkanten entstehen.

## Gliederung der Terrassen nach genetischen Gesichtspunkten

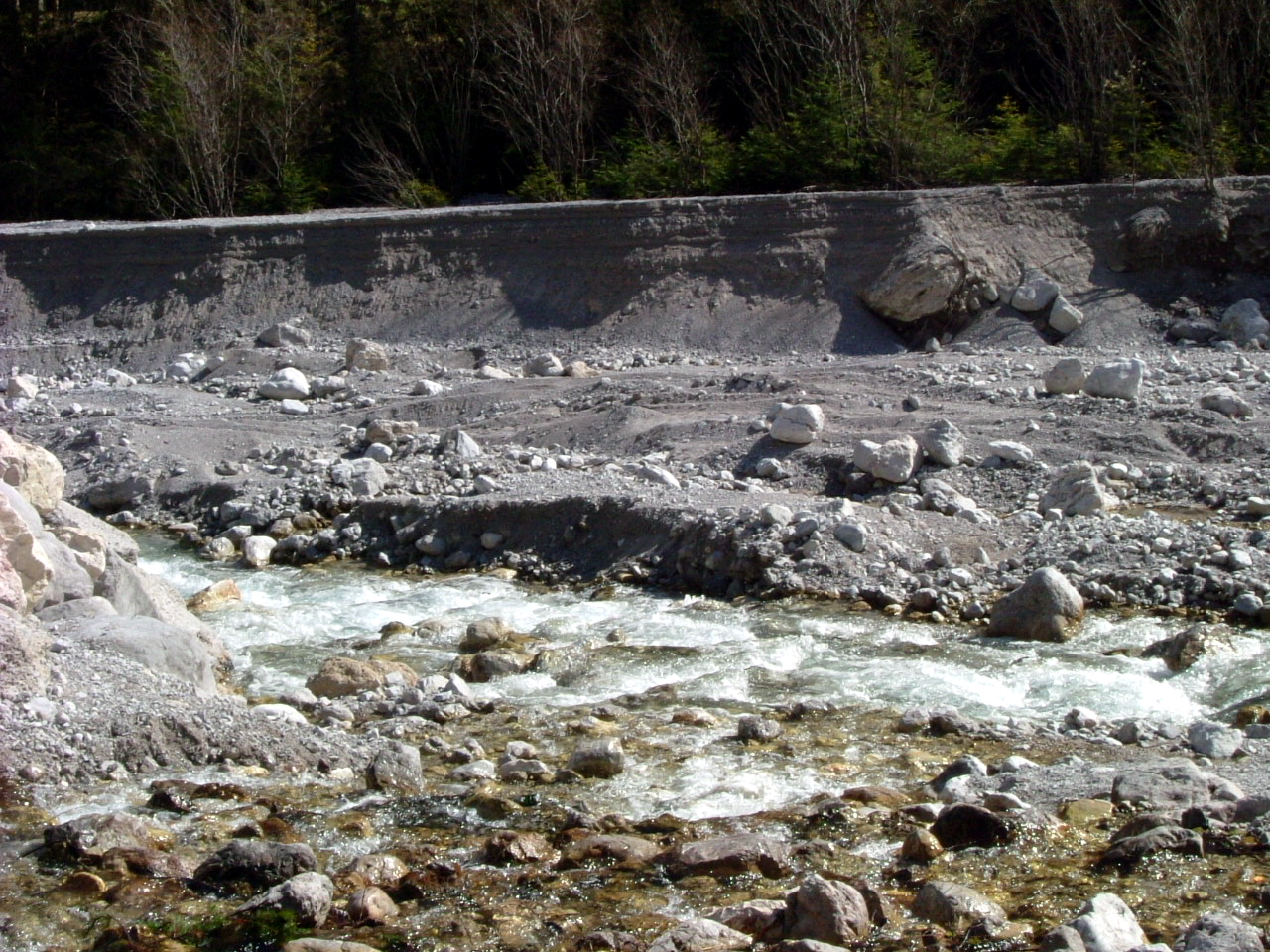
Erodierte Aufschüttungsterrasse im Wimbachtal

### Flussterrasse
Als Flussterrassen werden lang gestreckte Verebnungsflächen bezeichnet, die beidseitig und höhengleich oder einseitig die Hänge von Flusstälern morphologisch untergliedern. Flussterrassen entstehen durch die fließende Tätigkeit von Wasser: dabei können Flussterrassen sowohl als Akkumulationsformen (Aufschüttungsterrasse) als auch als Erosionsformen (Felssohlenterrasse) entstehen. Die relativ ebenen Terrassenflächen sind durch steilere Böschungen lateral begrenzt. Der Übergang zwischen der ebenen Terrassenfläche und der steileren Hangpartie wird als Terrassenkante bezeichnet.
Die Bildung von Flussterrassen ist häufig das Ergebnis von Klimaschwankungen oder tektonischen Bewegungen. Während in Warmzeiten durch den höheren oberirdischen Abfluss erosive Vorgänge die Entwicklung von Tälern bestimmen, dominiert in Kaltzeiten durch das Nachlassen der Wasserführung die Ablagerung von Sedimenten und die Aufschotterung von Terrassen. Durch den mehrmaligen Wechsel von Kalt- und Warmzeiten können sich charakteristische Terrassenstufen bzw. Terrassentreppen an Talhängen ausbilden. Die Mächtigkeit der Terrassenablagerungen und ihre Höhenlage werden von einer Vielzahl von klimatischen, tektonischen und sedimentologischen Einflussfaktoren gesteuert.
Die zwei Grundtypen der Flussterrassen – Felssohlenterrasse und Aufschüttungsterrasse – entstehen durch Sedimentation oder Erosion von Gesteinsmaterial.

#### Felssohlenterrasse
Felsterrassen oder Felssohlenterrassen sind Reste alter Talböden, die sich im anstehenden Gestein ausgebildet haben. Meist besitzen diese Terrassen heute keine Schotterkörper mehr, lediglich ein geringmächtiger Schotterschleier kann sich erhalten haben. Die Bildung von Felssohlenterrassen lässt sich in mehrere Phasen gliedern:
1. Durch Hebung des umliegenden Gebietes verstärkt sich die Tiefenerosion, der Fluss tieft sich ein. Dabei wird der ehemalige Talboden weitgehend aufgearbeitet.
2. Bei Verminderung der Hebungstendenz verstärkt sich die Seitenerosion des Flusses und der Talboden erweitert sich.
3. Bei wieder einsetzender Hebung des umliegenden Geländes schneidet sich der Fluss erneut ein und der gebildete Talboden wird erneut erodiert. Die Erosionsreste bilden dann ein neues Niveau der Felssohlenterrassen.

Dieser Zyklus kann sich im Laufe der Erdgeschichte mehrfach wiederholen und zur Entwicklung einer Felssohlenterrassentreppe führen.

#### Aufschüttungsterrasse
Aufschüttungsterrassen entstehen durch Ablagerung von fluviatilen Sedimenten mit nachfolgender Tiefenerosion. Im Gegensatz zu den Felssohlenterrassen besitzen Aufschüttungsterrassen einen mehr oder minder mächtigen Schotterkörper. Aus den unterschiedlichen petrografischen, sedimentologischen und mineralogischen Eigenschaften der Ablagerungen, die den Schotterkörper aufbauen, können Rückschlüsse auf die Ablagerungsbedingungen gezogen werden. Die qualitative und quantitative petrologische Zusammensetzung des Terrassenkörpers erlaubt Aussagen über das Liefergebiet der Gesteine. Zusammen mit der Korngrößenverteilung, der Sortierung, dem Schwermineralspektrum, dem Rundungsgrad und dem Verwitterungsgrad lassen sich die Ablagerungsbedingungen (Klima, Transportweite, Abflussverhalten und Liefergebiet) rekonstruieren. Die Schichtung und Einregelung der Gesteine gestattet Rückschlüsse auf das Fließregime eines Flusses und somit indirekt auf die klimatischen Verhältnisse. Aus der Einregelung der meist abgeplatteten, gerundeten Gesteine kann die Fließrichtung bestimmt werden. Im Schotterkörper sind mitunter Strukturen zu finden, die nicht mit Schotter, sondern mit anderem Material verfüllt worden sind. Meist handelt es sich bei diesen Strukturen um sog. Eiskeile, die im Periglazialbereich entstanden. Nach Abtauen der Keile wurden die entstehenden Hohlräume mit Material aus dem Hangendem verfüllt.
Gelegentlich sind ältere Terrassen mit Löss überdeckt.

### Seeterrasse
Eine Seeterrasse repräsentiert eine ehemalige Küstenlinie am Ufer eines glazialen oder nicht glazialen Binnensees. Terrassenförmige Verebnungen am Rand eines Sees entstehen durch Akkumulation von Flachwassersedimenten im Uferbereich oder durch Erosion durch die Wasserbewegungen. Im Vergleich zu Meeresterrassen sind die Seeterrassen aufgrund der geringeren Wellenbewegungen wesentlich schmaler entwickelt. Einige Seeterrassen, die sich im glazialen Umfeld von Eisstauseen und Gletscherrandseen gebildet haben, stellen jedoch keine ehemalige Uferlinien, sondern fossile Seeböden dar.

### Sinterterrasse

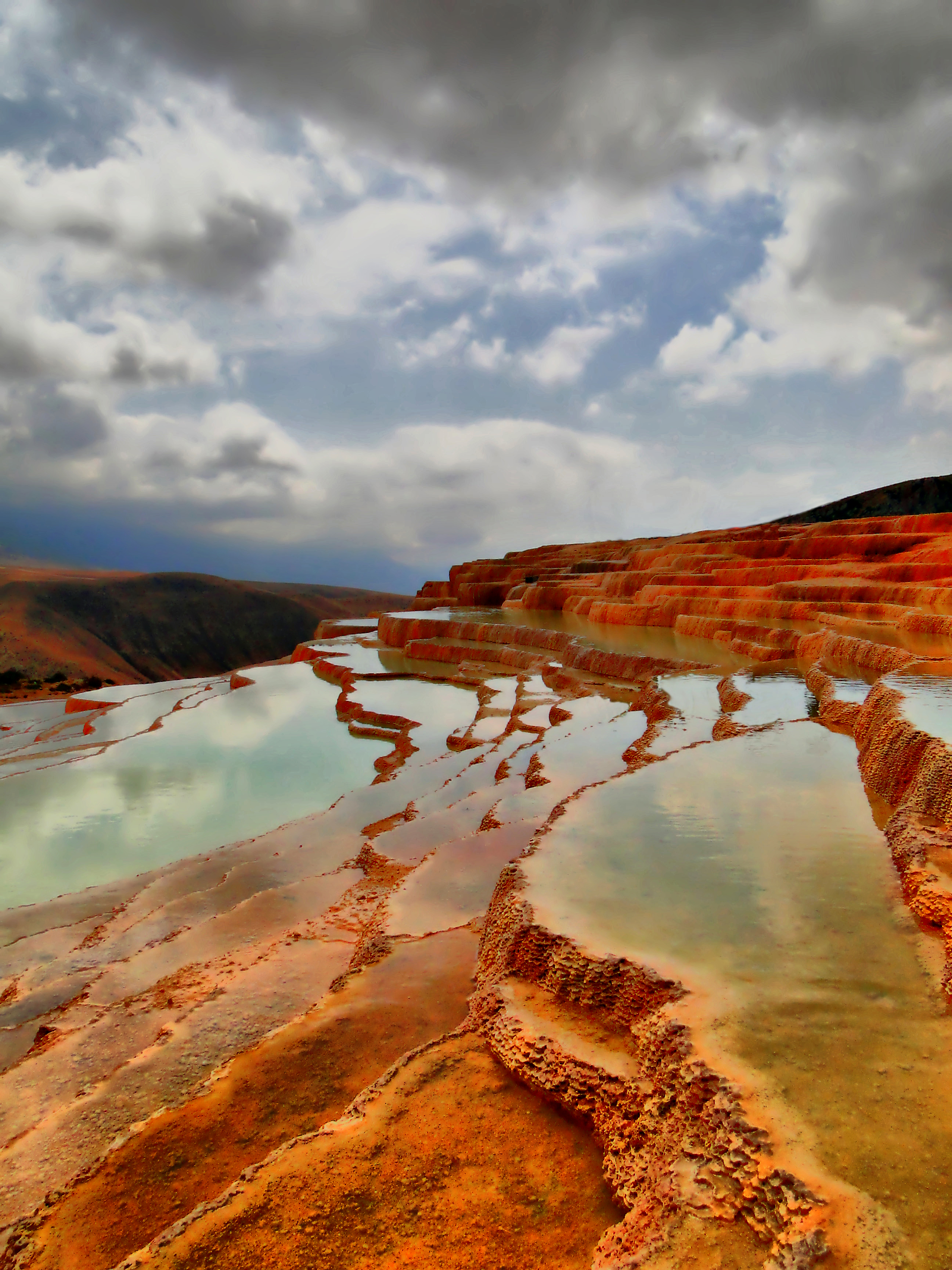
Sinterterrassen in Badab-e Surt Samaee (Iran)

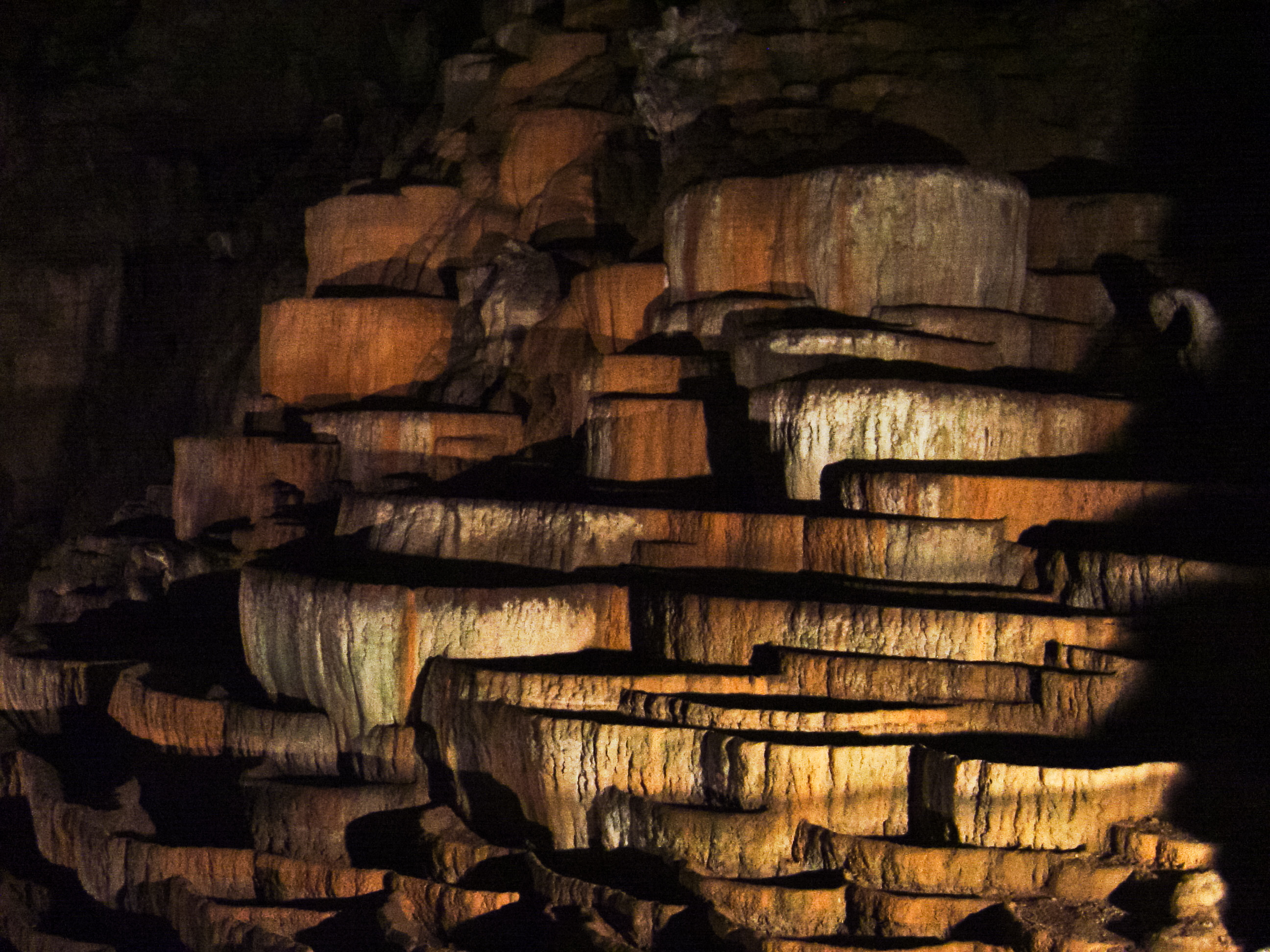
Sinterterrassen in einer Höhle Skocjanske jame

Sinterterrassen oder Sinterkaskaden bilden sich häufig an Vorsprüngen und Stufen, die von kalkhaltigem Mineral- oder Thermalwasser überflossen werden. Bevorzugt im unmittelbaren und weiteren Bereich von Quellaustritten solcher Wässer kommt es durch Druckverminderung und einem Entweichen von Kohlendioxid aus dem mineralhaltigen Wasser. Kalziumkarbonat setzt sich als Sinterkalk um organische oder anorganische Kristallisationskeime, meist unter Beteiligung von Algen ab. Die Akkumulation der karbonathaltigen Substanz wirkt der erosiven Tätigkeit des Wassers entgegen und kann Sinterterrassen sukzessive aufbauen.
Die bekannteste Sinterterrassenbildung – die Sinterbecken von Pamukkale – gehören heute zum UNESCO-Welterbe. Auch die Plitvicer Seen werden von bis zu 20 m hohen Sinterstufen voneinander getrennt. Neben zahlreich bekannten Terrassenbildungen an der Oberfläche gibt es Sinterbecken und -terrassen untergeordnet auch in Karsthöhlen.

### Küsten- oder Meeresterrasse, Strandterrasse

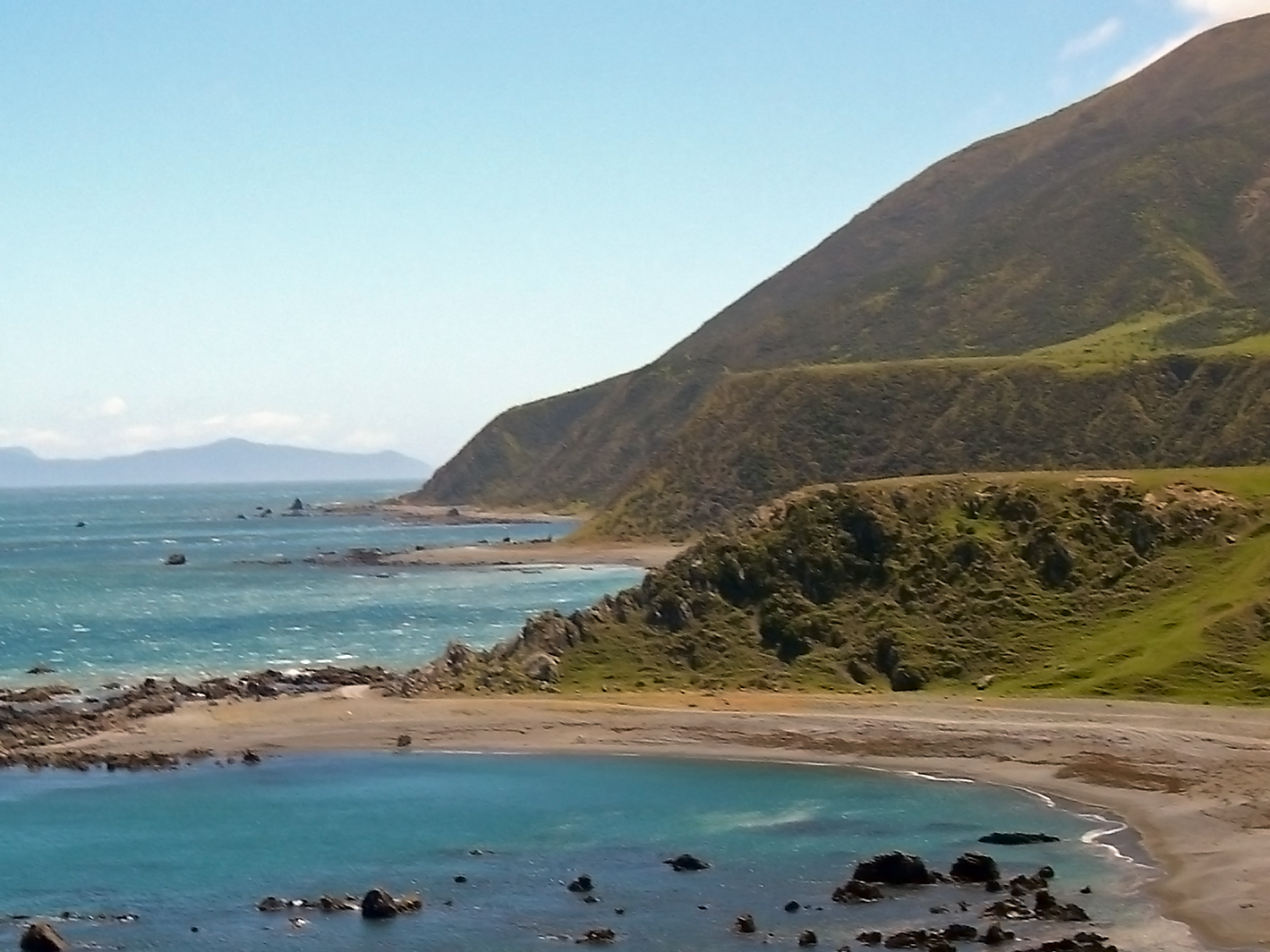
Meeresterrasse vom Tongue Point, Neuseeland

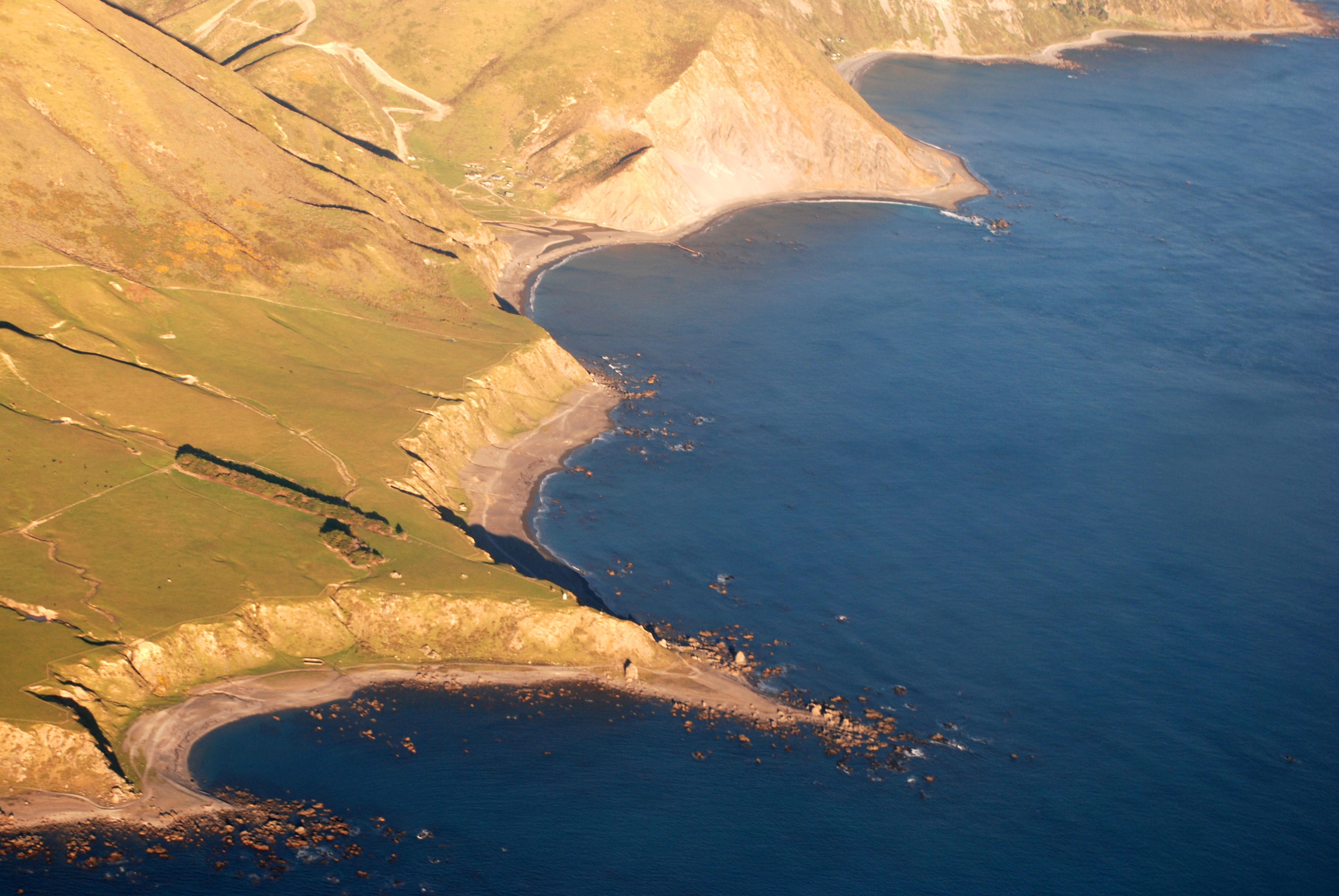
Meeresterrasse am Tongue Point, südlich von Wellington

Eine Küstenterrasse oder Meeresterrasse entsteht im unmittelbaren Uferbereich von Meeresküsten durch eustatische Meeresspiegelschwankungen oder durch Landhebungen, meist ausgelöst durch tektonische Prozesse, wie Erdbeben. Die verebneten Flächen, die schwach zum Meer hin geneigt sind, stellen häufig fossile Ufer- und Strandbereiche dar. Gegenwärtig befinden sich diese Terrassenflächen nicht im Einflussbereich der Wellenbewegungen. Neben Terrassenflächen, die sich oberhalb der heutigen Uferlinie befinden, können auch Terrassen unterhalb des heutigen Meeresspiegels ausgebildet sein, die beim Anstieg des Meeresspiegels überflutet wurden. Küsten- und Meeresterrassen können sowohl durch Akkumulation von Strandsedimenten (Strandterrasse) als auch durch Erosion infolge von Wellenbewegungen entstanden sein. Während die Akkumulation von Küstenterrassen in der Regel einen langen Zeitraum in Anspruch nimmt, kann die Erosion ein sehr kurzfristiges Ereignis darstellen. Felsabbrüche bei Sturmfluten und Tsunamis können die Verebnungsflächen innerhalb kürzester Zeit verändern und zerstören.
Meeresterrassen sind in Abhängigkeit vom ehemaligen Tidehub mehrere zehn Meter bis einen Kilometer breit und besitzen gewöhnlich eine Neigung von 1 bis 5°. Sie können teilweise über mehrere Kilometer entlang der Küste verbreitet sein. Die Neigung und Höhe der die Terrassen begrenzenden Böschung hängt in der Regel vom Gesteinsaufbau, der Höhe der wellenbeeinflussten Zone und der Geschwindigkeit der Meeresspiegelschwankung ab. Am Übergang zwischen der Terrassenverebnung zum rückwärtig sich anschließendem Steilhang ist häufig eine Brandungshohlkehle ausgebildet. Die Morphologie der älteren Terrassen kann oberhalb der Meereslinie durch Bodenmaterial und nachträgliche Böschungsabbrüche, unterhalb des Wasserspiegels durch die Wellenbewegung nachträglich verändert werden.
Eine Strandterrasse besteht in der Regel aus gerundetem Kies und Sand, der zwischen dem Hochwasserhöchststand und Niedrigwasserstand abgelagert wird. Bei Sturmflutereignissen können die meist unverfestigten Sand-Kies-Körper wieder erodiert werden. Wesentlich erosionsbeständiger sind Strandterrassen, die aus Riffmaterial oder aus verfestigten Beachrocks bestehen. Loses Gesteinsmaterial – mitunter auch anthropogene Gegenstände, wie Getränkedosen oder Flaschen- werden hierbei in tropischen und subtropischen Gegenden mit einem kalkigen Bindemittel zementartig verfestigt und bilden die Küstenlinie begleitende flache Verebnungsflächen.

### Terrassenbildung unter glazigenem Einfluss

#### Solifluktionsterrasse oder Fließerdeterrasse

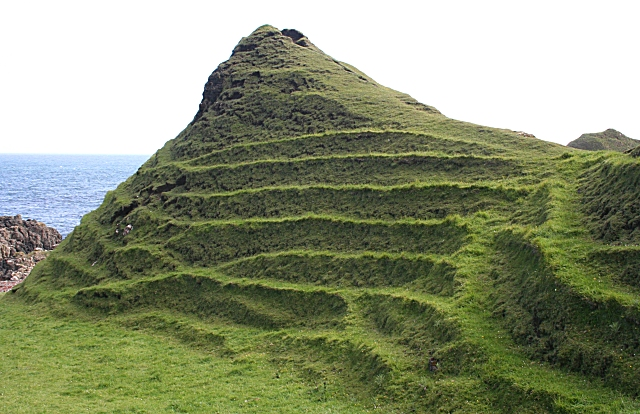
Solifluktionsterrassen an der Causeway coast in Nordirland

Eine Solifluktionsterrasse ist eine ebene Akkumulationsform, die durch Materialverlagerung infolge von Bodenfließen im Auftaubereich von wassergesättigten Dauerfrostböden entstanden ist. Das lockere Gesteinsmaterial wird durch langsame Fließbewegungen hangabwärts transportiert, vermischt sich im unteren Hangbereich häufig mit organischem Material. Die Fließvorgänge können schon bei geringen Hangneigungen ab 2° initiiert werden.

#### Kamesterrasse

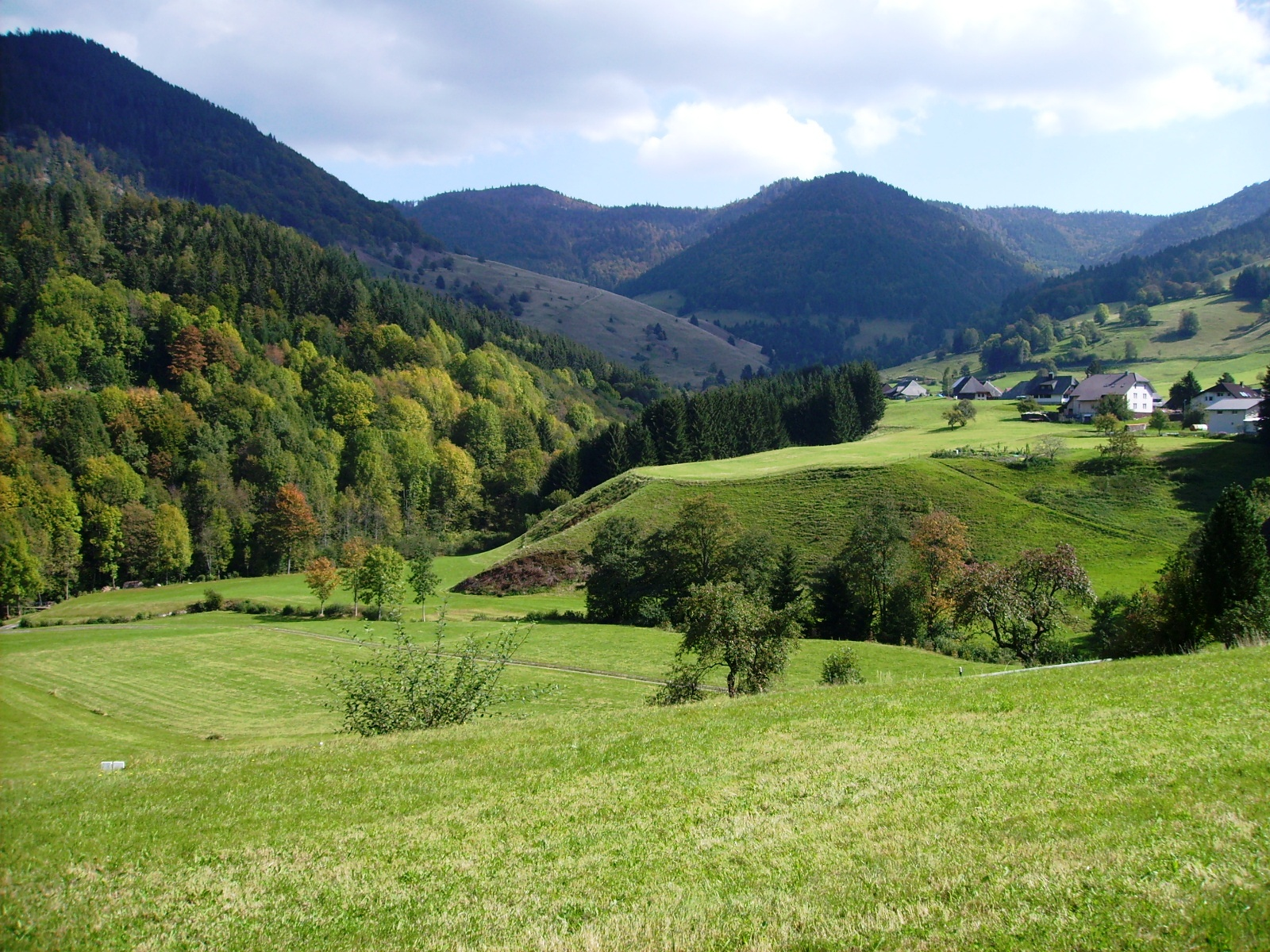
Kamesterrasse auf der rechten Talseite im Präger Kessel

Kamesterrassen werden aus fluvioglazialen Eisrandsedimenten von Gletscherflüssen abgelagert, die randlich zwischen dem Gletscherrand und Talhang fließen. Nach dem Abtauen des Gletschers bleibt der Sedimentkörper als Terrassenkörper erhalten. Die Gletscherflüsse sind häufig verzweigt und durch einen permanenten Wechsel von Fließrichtung und Strömungsgeschwindigkeit gekennzeichnet, so dass der Terrassenkörper durch einen häufigen Wechsel der abgelagerter Sedimente gekennzeichnet ist. Das Korngrößenspektrum reicht von Ton bis großen Blöcken. Am talseitigen Rand vermischen sich häufig fluvioglaziale Sedimente des Flusses mit dem Material der Seitenmoräne, so dass die Terrassenkörper der Kamesterrassen sehr heterogen zusammengesetzt und durch eine chaotische Schichtung gekennzeichnet sind. Meistens sind die langgestreckten Kamesterrassen – im Gegensatz zu den meisten Seitenmoränen – nur auf einer Talseite zu beobachten.

#### Nivationsterrasse
Nivationsterrassen sind Verebnungsflächen, die sich durch die Erosion von perennierende und temporären Schneefeldern bilden. An Stellen, an denen sich in Hohlformen über einen längeren Zeitraum Schneefelder akkumulieren, kommt es aufgrund der starken Durchfeuchtung zur Materialverlagerungen, hervorgerufen von Frost-Tau-Wechseln, Frostsprengungen, gravitativen Massenbewegungen sowie Gelifluktion. In den Hohlformen wird in der Regel mehr Schnee aufgenommen als in der Umgebung und so verstärkt sich die Effekt zusätzlich. Es entstehen Nivationsnischen, die durch fortgesetzte Gelifluktion weiter überformt werden können. Die Verebnungsflächen in solchen Nivationsnischen werden als Nivationsterrassen bezeichnet. Diese können sich im Laufe der weiteren Entwicklung zu Kryoplanationsterrassenniveaus am Hang zusammenschließen.

#### Kryoplanationsterrasse
Kryoplanationsterrassen, auch als Altiplanationsterrasse oder Golez-Terrasse bezeichnet, entstehen bevorzugt im periglazialen Klima. Da sie meist mit Permafrostböden vergesellschaftet sind, werden sie in der Literatur häufig als Indikator von fossilen und rezenten Permafrostböden angesehen. Diese stufenförmige Terrassenform entsteht durch Materialverlagerung an Hängen durch Frost-Tau-Wechsel, in Verbindung mit Frostsprengung, Akkumulation in Schneebänken und Solifluktion.
Bevorzugt treten Kryoplanationsterrassen in kontinentalen Periglazialgebieten mit mäßiger Trockenheit auf, meist in oberen Hanglagen. Sie werden häufig von einer dünnen Schicht Solifluktionsschutt überlagert, so dass sich hier Frostmusterböden ausbilden können. Die Kryoplanationsterrassen lassen sich meist mit einigen Unterbrechungen allseitig am Hang verfolgen. Gewöhnlich treten an einem Hang mehrere übereinanderliegende Terrassen auf. Die Höhe der Terrassen hängt dabei von der Gesteinsbeschaffenheit und der Hangneigung ab; härtere Gesteine bilden dabei höhere Terrassenkörper.

### Künstliche Terrassen

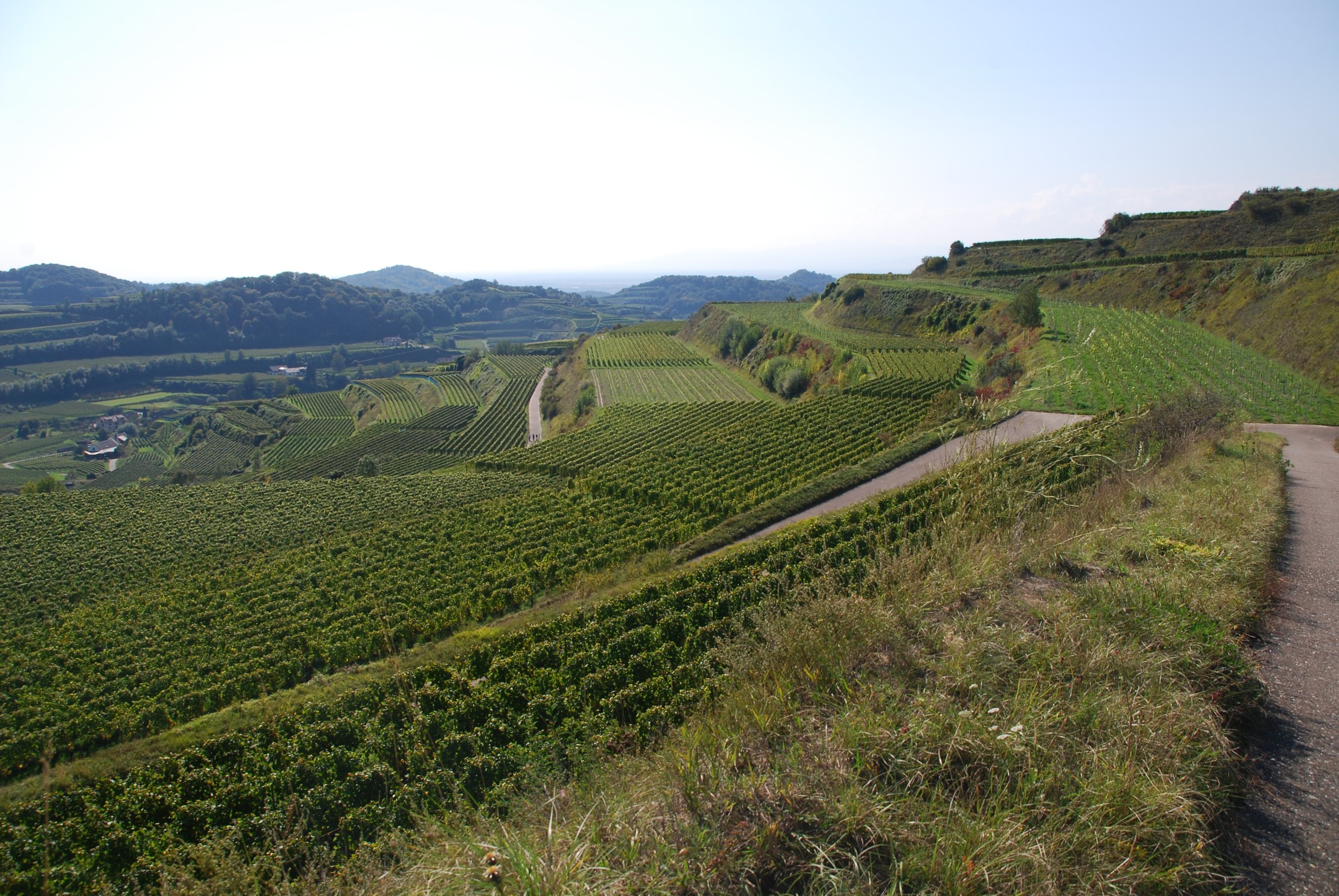
Im Lössboden des Kaiserstuhls angelegte Weinbauterrassen

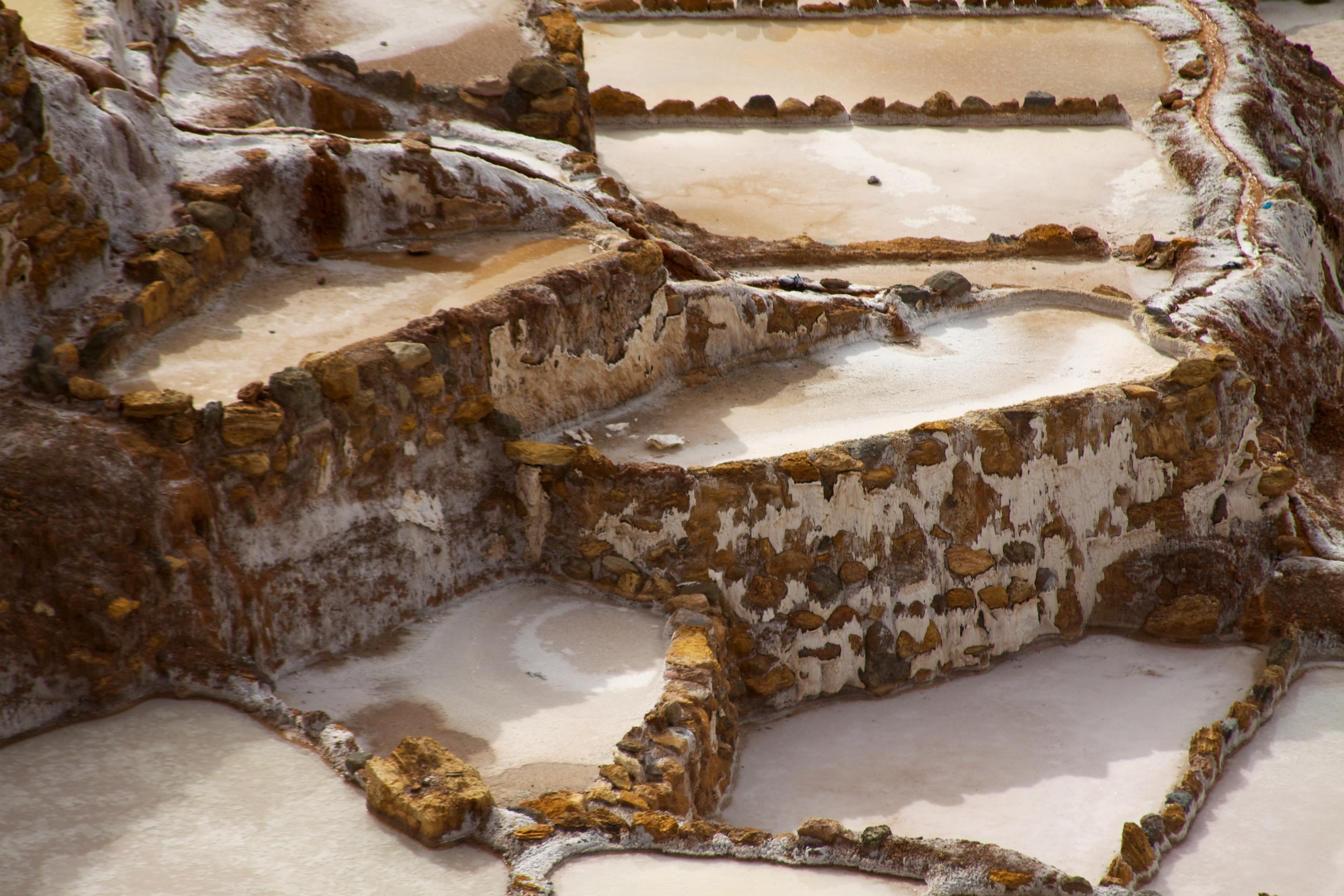
Cusco Sacred Tal in Peru: Terrassen, angelegt zur Gewinnung von Salz

Terrassen wurden bereits seit Jahrtausenden durch menschliche Tätigkeit in morphologisch stark reliefierten Gegenden angelegt, um zunächst möglichst ebene Flächen für die Landwirtschaft zu gewinnen und die bearbeitbaren Flächen zu vergrößern und effektiv zu bewässern. Darüber erfüllen Terrassen unterschiedliche Aufgaben. In rutschungsgefährdeten Bereichen wird durch eine Terrassierung die Hangstabilität entscheidend verbessert. Terrassenflächen können Steinbruchwände in technisch abbaubare Sohlen unterteilen und die Anlage von Transportwegen ermöglichen. Hangterrassen wurden schon seit Beginn der menschlichen Entwicklung als Siedlungsflächen genutzt oder zur Gewinnung von Siedlungsflächen angelegt. Viele historische Beispiele, wie die antike griechische Stadt Pergamon oder Andensiedlung Machu Picchu sind bekannt.

#### Ackerterrasse

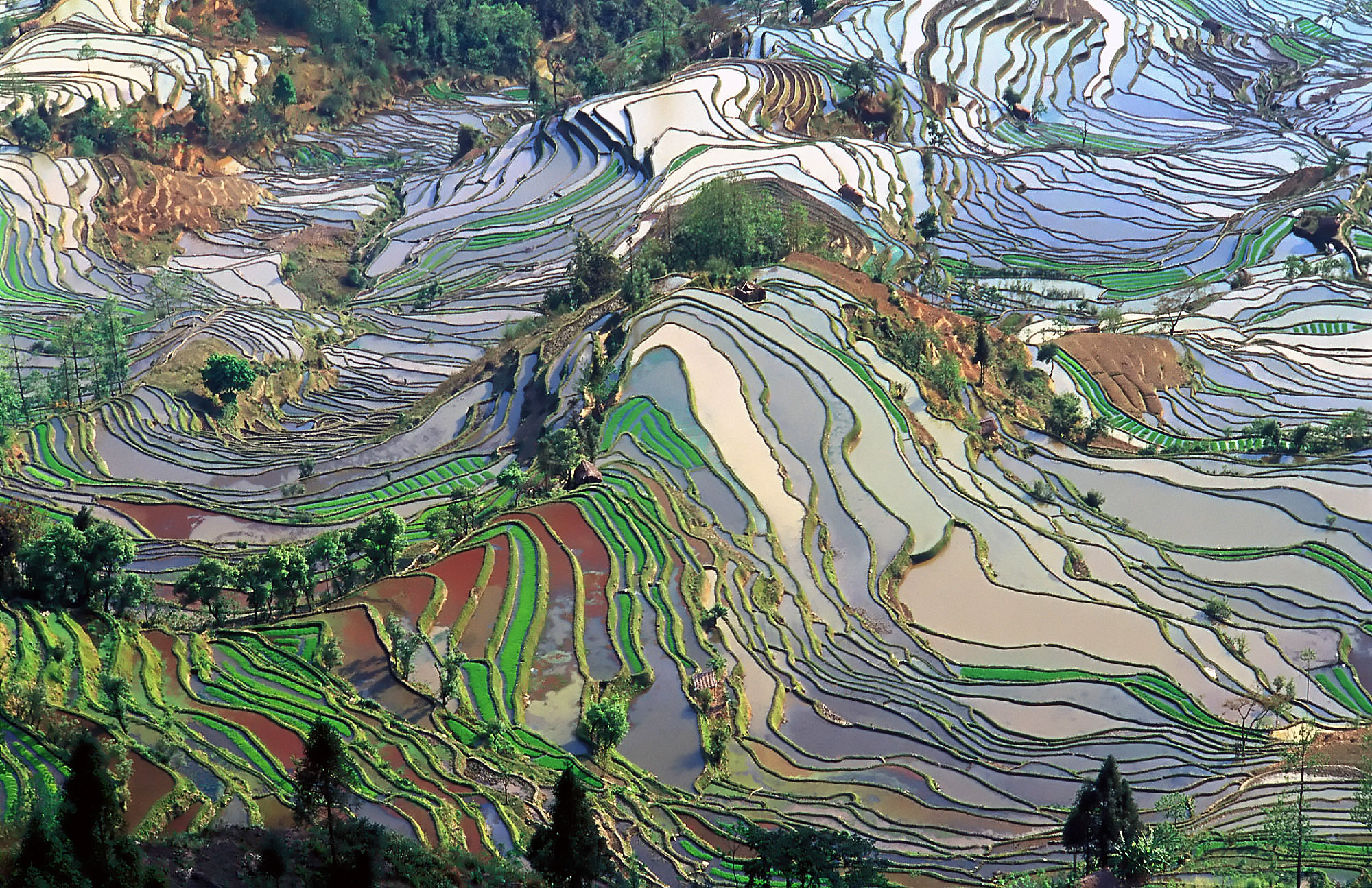
Ackerterrassen für den Reisanbau in Yunnan (China)

Ackerbau wird auf fruchtbaren Terrassenflächen mit Lössbedeckung schon seit dem Neolithikum betrieben. Schon mindestens seit der Bronzezeit sind vom Menschen auch Flächen für den Ackerbau terrassiert worden. Grundsätzlich werden Erdterrassen und Steinterrassen unterschieden. Erdterrassen haben neben der Herstellung einer ebenen Arbeitsfläche die Aufgabe, den oberflächlichen Abfluss zu vermindern und so den Boden besser mit Wasser zu versorgen. Dazu wird in trockenen Klimaten zusätzlich an der talseitigen Terrassenkante ein flacher Wall angelegt, der das Regen- und Drainagewasser zurückhält. Auf Steinterrassen werden in der Regel nur Sonderkulturen, wie Wein oder bestimmte Obstsorten angebaut. Beispiele für anthropogen angelegten Hangflächen sind Weinbauterrassen, Terrassen für den Tee- und Reisanbau. In den Anden werden auf terrassierten Hangflächen vorwiegend Mais, Erdnüsse, Quinoa, Kartoffeln und Baumwolle kultiviert.

#### Bergbauliche Terrassen: Bermen und Strossen

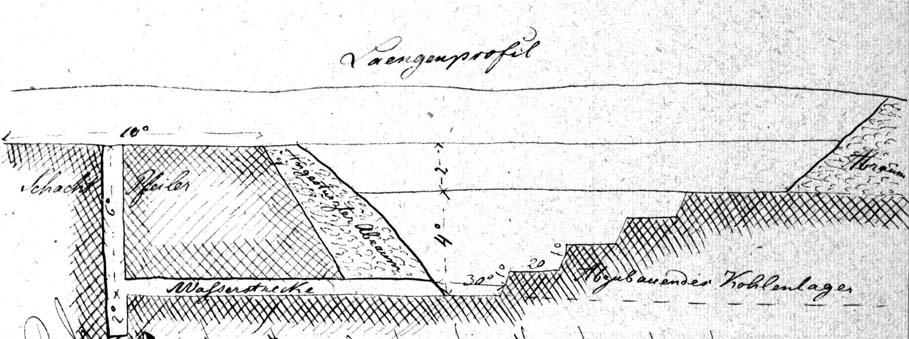
Strossenbau im Braunkohlentagebau

Als Bermen werden künstlich angelegte Terrassen bezeichnet, die angelegt werden, um eine Böschung zu stabilisieren und gegen Hangrutschungen zu sichern. Durch die Unterteilung einer Böschung in mehrere Abschnitte soll generell der Erddruck auf den Hangfuß vermindert werden. Bermen werden sowohl in Tagebauen als auch als bei der Herstellungen von stabilen Haldenböschungen angelegt. Die Höhe der Bermen und der Böschungswinkel hängt in erster Linie von den Gesteinseigenschaften, bei Lockergesteinen insbesondere von der Korngrößenverteilung und der Wassersättigung, ab. Generell ist zu beachten, dass je wassergesättigter und sandiger der Untergrund ist, in dem eine Böschung oder Berme angelegt werden soll, desto flacher muss sie technisch ausgeführt werden. Wenn der Platzbedarf für solche flachen Böschungen nicht gegeben ist, müssen zusätzlich geotechnische Maßnahmen, wie das Setzen von Gabionen, Spundwänden oder Rückverankerungsmaßnahmen im Fels zu Hangstabilisierung vorgenommen werden.

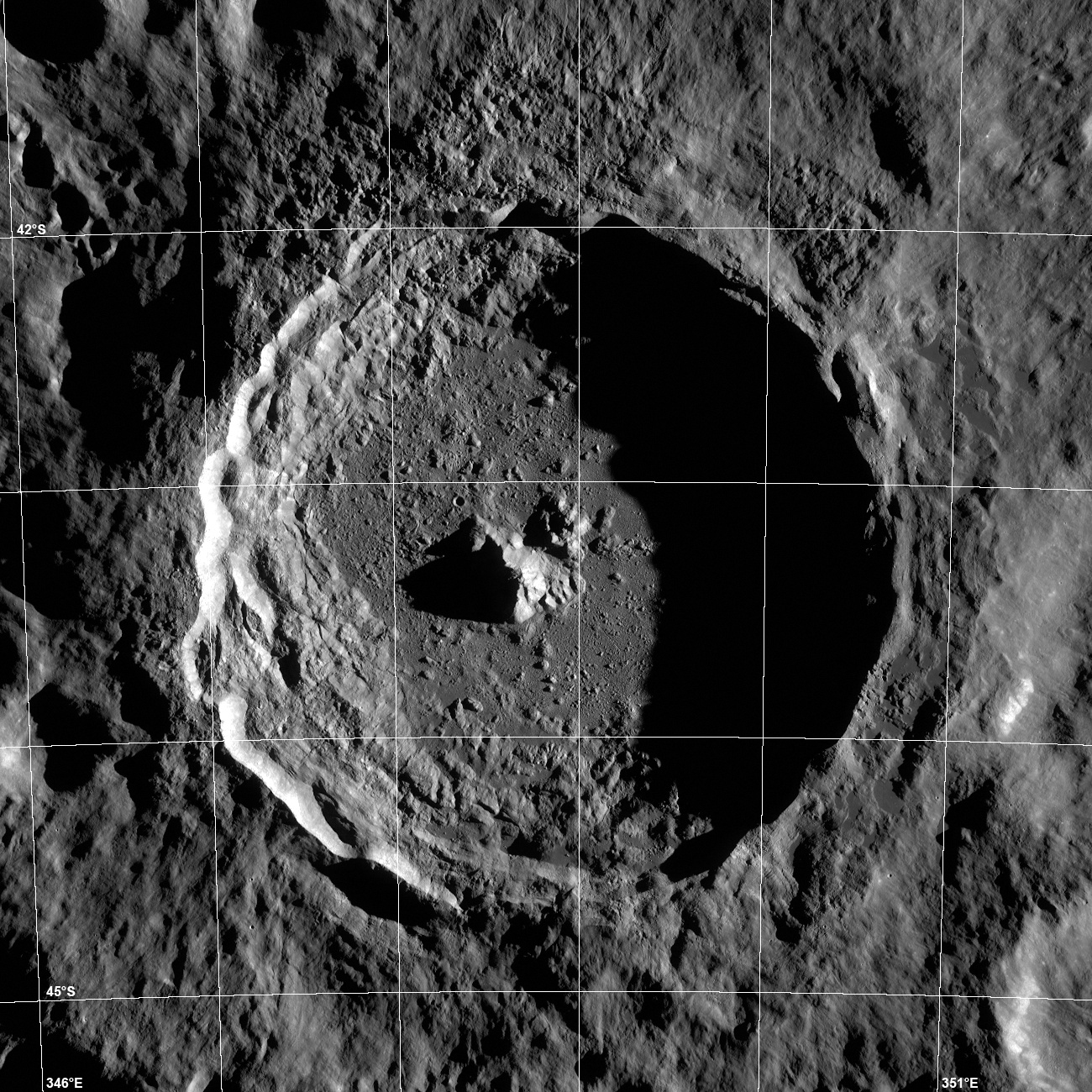
Terrassierter Mondkrater Tycho

In großen Steinbrüchen wird auf den terrassenförmig angelegten Absätzen häufig eine Zuwegung für die unteren Sohlen angelegt. Diese Terrassen werden als Strossen bezeichnet.
Gelegentlich erfolgt die Anlage von Bermen auch im Straßen- und Deichbau sowie im Landschafts- und Festungsbau zur Hangstabilisierung.

### Extraterrestrische Terrassenstrukturen
Auch Mondkrater, speziell Ringgebirge, haben häufig terrassenförmige Strukturen an ihrem inneren Kraterrand. Die Terrassierung entsteht beim Impakt von Meteoriten auf die Mondoberflächen. Die Neigung der Innenhänge liegt bei 20–30°, jene der Außenhänge ist geringer. Bekannt für terrassierte Innenhänge sind vor allem die Mondkrater vom Typ TYC (Tycho). Zahlreiche Mondkrater u. a. der Mondkrater Copernicus weisen über ausgeprägte Terrassenstufen auf.

## Gliederung der Terrassen nach stratigrafischen Gesichtspunkten

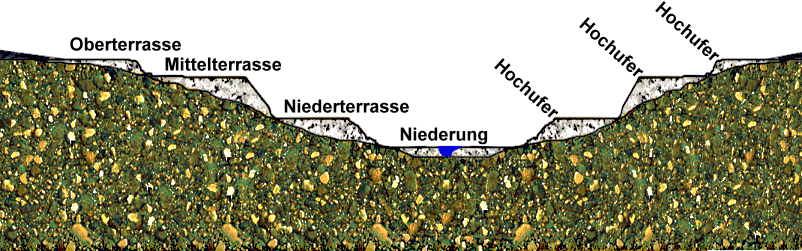
Stratigrafische Gliederung einer Flussterrassenstufe

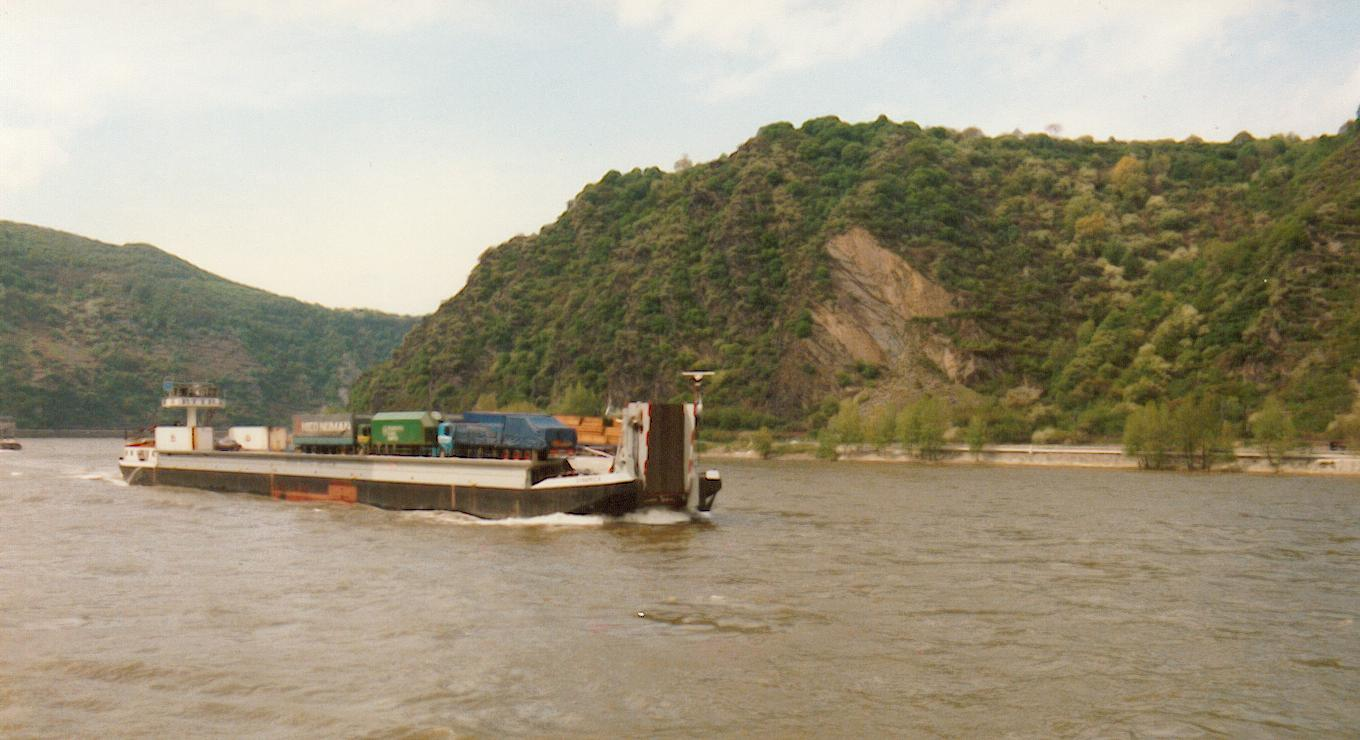
Loreley-Felsen (rechts) am Rhein mit typischer Felsterrassentreppe

Entsprechend ihrer zeitlichen Entstehungsgeschichte werden Terrassen in großen Flusstälern in Haupt- oder Ober-, Mittel- und Niederterrassengruppen gegliedert. In einigen Gebieten sind auch noch ältere, meist tertiäre Terrassenablagerungen zu finden. Zahlreiche älteren Terrassen besitzen heute keinen eigenen Schötterkörper mehr, da dieser infolge der Verwitterung abgetragen wurde. Man erkennt diese Terrassenniveaus meist an Verebnungsflächen.
Die pliozänen bis altquartären Hauptterrassen befinden sich heute im Breittal. Etwa vor 700.000 Jahren begann die Entstehung der Engtäler in Mitteleuropa. In den größeren Flusstälern können bis zu 6 Hauptterrassenniveaus übereinander ausgebildet sein. Aufgrund ihrer Hochlage jenseits der Talschulter sind Hauptterrassenniveaus in manchen Täler, z. B. am Mittelrhein besser erhalten als die nachfolgend gebildeten jüngeren Terrassen. Die Mittelterrassen sind in den Engtälern meist in mittleren Hangpositionen zu finden. Aufgrund der starken Hangneigung sind Mittelterrassen in der Regel nur in „geschützten“ Positionen, z. B. an Gleithängen erhalten geblieben. Da hier der erosive Abtrag wesentlich geringer war als am benachbarten Gleithang, können mitunter Schotterkörper erhalten geblieben sein. Darüber hinaus ist der Gleithang in der Regel primär flacher ausgebildet, so dass sich auch die denudative Erosion geringer auswirkte.
In der heutigen Talsohle schließen sich die Niederterrassen an, in die sich in Nachbarschaft zum Flussverlauf die rezente Flussaue ausgebildet hat.